# 八聖道分
八聖道分，又譯為八正道、八聖道、八支正道、八支圣道、八聖支道，佛教术语，是指佛教徒修行达到最高理想境地涅槃的八种方法和途径，故又稱八船、八筏。包括：正見解（正見）、正思惟、正語言（正語）、正行為（正業）、正生活（正命）、正精進、正意念（正念）、正禪定（正定）。梵语“正”也有“圆、全面”的意思。一般都將八正道作為戒、定、慧三學的展開，和三十七菩提分法之總結。

## 字源
在梵文中，Ārya(雅利亞)是聖的意思。aṣṭa是數字八，āṅga是「支」、「分」、「肢體」之意，而mārgaḥ為道。字面直譯為八聖道分或八支聖道。
漢譯本中，為求簡潔，通常譯為八正道，或八聖道。

## 內容
八正道“正見、正思維、正語、正業、正命、正精進、正念、正定”。是佛弟子依四聖諦修行的八步過程。依四聖諦正見為主軸，以正定目標，成就「正定」才能「轉動智慧」。

### 正見
又作諦見。是指的是正確的四聖諦和正確的增上次第，故此依四聖諦尋伺五蘊等，也是正見。見解分為三類：邪見、有漏正見、無漏正見。依四聖諦有漏正見，斷外道邪見；然後依四聖諦有漏正見，輔助無漏正見精進增上(有漏及無漏皆是漏支)。

### 正思惟
又作正志、諦念，正思惟指依正見而正確思惟，思惟正見積集如實知見。人天乘學習的斷三結，聲聞乘學習的四果，乃至大乘等增上，不得離開四聖諦。思惟又可分類為出離思惟、無恚思惟、無害思惟、

邪思惟、有漏正思惟、無漏正思惟等。

### 正語
又作正言、諦語。依四聖諦正見而正思惟，成就正想及正語。依正想及正語，不妄語（謊言或虛妄無諦之語）、不慢語、不惡語、不謗語、不綺語、不暴語，遠離一切戲論。正语的特征为，適時、真實、柔和、有益、慈愛而語。佛陀宣称需要考慮三個要素決定其是否說：話語是否真實、是否對聽眾有益、是否使聽眾生歡喜心。
佛教佛子已修四聖諦故，也應當避免的两種话题为：無益徒勞之論和諍論。而应当谈论的十种话题包括：少欲、知足、遠離、離縛、精進、戒、定、慧、解脫、解脫知見。

### 正業
又作正行、諦行。指依「苦聖諦」知見，依行苦正見而造作，如活動、行為、工作等。也就是不殺生（五戒之一）、不偷盜（五戒之一）、不邪淫（五戒之一），不作一切惡行。

### 正命
又作諦受。指依「苦聖諦」知見而說壽、命，或是指的謀生手段，遠離一切不正當的職業。於《阿難問事佛吉凶經》中，谋生手段分类为三种：即邪命、有漏正命、無漏正命。

### 正精進
又作正方便、正治、諦治。謂正確的努力，克服種種困難，巧施方便，令未生之惡心不生，已生者令斷；使未生之善心生起，已生的善心應長養。不精進是指懈怠、昏沉和睡眠。懈怠是指知正見而不修，昏沉是指軟弱或沉滯，睡眠是指不清醒。

### 正念
又作諦意，正念就是指憶記，由聞知正見，經歷正思惟、正語、正業、正命、正精進，久所曾習，久所曾聞，成就正念即不會忘記
。

### 正定
又作禪定，諦定，依四聖諦知見，經歷七正道而成就正諦確定、正諦肯定的智慧，堅定不疑的定見見諦，故正定無量。「奢摩他」長養專注，對治散亂，目的是「輔助四聖諦」增上轉動智慧，故奢摩他不名禪定。外道主張不散亂不分別的修定，沒有四聖諦智慧轉動，不能修依轉四聖諦智慧增上的四禪定。